# Narcissus triandrus
Narcissus triandrus és una planta bulbosa de la família de les amaril·lidàcies (Amaryllidaceae) i l'únic membre del gènere Narcissus a la secció Ganymedes.

## Descripció
Narcissus triandrus és una planta perenne proveïda d'un bulb subterrani de 12 - 20 x 8 - 17 mm, del qual sorgeixen fulles de 150 - 300 x 1.5 - 3 mm, de color verd fosc, i un escap o tija florífera, tan llarga com les fulles, que té flors penjants, en grups de 2 o 3, de blanques a groc brillant. L'espata, una bràctea membranosa present al punt d'unió de les flors a la tija, fa de 15 a 40 mm i els pedicels fins a 40 mm; el tub de l'hipant, on hi ha l'ovari, ínfer, entre 10 i 20 mm. Els segments del periant són de lanceolats a linear oblongs, de 10 a 22 mm, aguts, i quan s'obre la flor es disposen cap amunt; la corona de 5-15 x 7-25 mm. L'androceu està format per dos verticils de 3 estams, la meitat tan llargs com les anteres, no exerts, i l'altra meitat exerts. El gineceu consta d'un ovari ínfer del qual sorgeix un estil més llarg que els estams. El fruit és una càpsula d'el·lipsoïdal a subglobosa, trilobulada. Floreix de febrer a juny.

## Distribució i hàbitat
Narcissus triandrus es troba a la península Ibèrica i al nord-oest de França (Arxipèlag de Glénan). El seu hàbitat són bruguerars, boscos i zones rocoses. En espais assolellats entre els Berceo, lleixes de pedregars, carrascars, i tarteres.

## Taxonomia
Narcissus triandrus va ser descrita per L. i publicat a Sp. Pl. ed. 2: 416, a l'any 1762.
Etimologia
Narcissus nom genèric que fa referència del jove narcisista de la mitologia grega Νάρκισσος (Narkissos) fill del déu riu Cefís i de la nimfa Liríope; que es distingia per la seva bellesa.
El nom deriva de la paraula grega: ναρκὰο, narkào (= narcòtic) i es refereix a l'olor penetrant i embriagant de les flors d'algunes espècies (alguns sostenen que la paraula deriva de la paraula persa نرگس i que es pronuncia Nargis, que indica que aquesta planta és embriagadora).
triandrus: epítet llatí que significa "de tres estams".
Subespècies
N'hi han 3 subespècies reconegudes:
- Narcissus triandrus subsp. lusitanicus (Dorda & Fern.Casas) Barra, Anales Jard. Bot. Madrid 58: 186 (2000).
- Narcissus triandrus subsp. pallidulus (Graells) Rivas Goday, Veg. Fl. Cuenca Extrem. Guadiana: 710 (1964).
- Narcissus triandrus subsp. triandrus

Sinonimia
- Ganymedes triandrus (L.) Haw., Suppl. Pl. Succ.: 130 (1819).
- Illus triandrus (L.) Haw., Monogr. Narciss.: 4 (1831).
- Queltia triandra (L.) M.Roem., Fam. Nat. Syn. Monogr. 4: 203 (1847).
- Narcissus calathinus var. triandrus (L.) Merino, Fl. Galicia 3: 116 (1909).
- Narcissus cernuus var. pulchellus (Salisb.) Samp., Bol. Soc. Brot., sér. 2, 7: 126 (1931).[6]